# Dioctria segmentaria
Dioctria segmentaria là một loài ruồi trong họ Asilidae. Dioctria segmentaria được Becker miêu tả năm 1923. Loài này phân bố ở vùng Cổ Bắc giới.